# العارضة (ذي السفال)

تعديل مصدري - تعديل

العارضة هي إحدى قرى عزلة السيف بمديرية ذي السفال التابعة لمحافظة إب، بلغ تعداد سكانها 238 نسمة حسب تعداد اليمن لعام 2004.